# جان جی تورین
 جان جی تورین (انگلیسی: John J. Turin؛ زاده ۱۹۱۳ درگذشته ۱۹۷۳) یک ریاضی‌دان، فیزیک‌دان، و ستاره‌شناس بود.